# Hurritiska
Hurritiska är ett utdött agglutinativt-ergativt språk, som talades i Främre Orienten, i ett område som sträckte sig från nuvarande östra Turkiet till nuvarande norra Irak, omkring 2300–1200 f.Kr. av hurriter. Det var ämbetsspråk i Mitanniriket, men användes även i några regioner i Hettiterriket. De viktigaste centrumen var huvudstaden Wassukanni och städerna Taite, Nuzi och Alalach samt Hattusa, Hettiterrikets huvudstad.
De äldsta kända hurritiska orden dyker upp som lånord och namn hos sumererna vid mitten av det tredje årtusendet f.Kr. De äldsta texterna på hurritiska är kända från staden Urkesh i Khaburs floddal från omkring 2300 f.Kr. Hurriterna började vid denna tid skriva sitt språk med kilskrift. Endast ett fåtal texter på hurritiska har bevarats. Hurriterna använde sig dessutom ofta av sumeriska logogram vars hurritiska uttal är okänt. Förståelsen av det hurritiska språket är därför ofullständigt och många hurritiska ord saknas. Några av de viktigaste hurritiska texterna upptäcktes i den forntida hettitiska huvudstaden Hattusa 1983. Bland dessa fanns en tvåspråkig text med både hurritiska och hettitiska versioner. Andra betydelsefulla fynd av texter på hurritiska har gjorts i Ugarit vid medelhavskusten och i Amarna i Egypten.
Hurritiskan dog ut vid slutet av det andra årtusendet f.Kr. Den var nära besläktad med urarteiskan, som talades i landet Urartu under det första årtusendet f.Kr.  

## Klassificering
Det enda språk som bevisligen är besläktat med hurritiskan är urarteiskan, ett språk som talades i början och mitten av första årtusendet f.Kr. i ett område mellan Sevansjön, Vansjön och Urmiasjön. Det har föreslagits släktskap med eteokypriska, med kyprominoiska samt med kassitiska. En släktskap med de nordöstkaukasiska språken är möjlig, men har hittills inte kunnat bevisas. Orsaken till detta är huvudsakligen den språkliga mångfalden i denna familj, som försvårar en säker rekonstruktion av protospråket. Dessutom är det svårt att jämföra en språkfamilj som dog ut för ungefär 2500 år sedan med en familj som det inte finns några så gamla uppteckningar av.

## Historik
De äldsta hurritiska textbeläggen är person- och ortnamn från slutet av tredje årtusendet f.Kr. De äldsta texterna härrör från tiden för kungen Tishatal av Urkesh (början av andra årtusendet f.Kr.). Epos, besvärjelser, spådomstexter och brev har påträffats av arkeologer i Hattusa, Mari, Tuttul, Babylon, Ugarit och andra fyndorter. Den text som är viktigast för förståelsen av språket är dock ett längre brev, det så kallade Mitanni-brevet, som har hittats i Amarna i Egypten. Det skrevs av den hurritiske kungen Tushratta till den dåvarande faraon Amenhotep III.
På 1200-talet f.Kr. framträngde hettiterna från väster och assyrierna från söder allt längre in i Mitanniriket, tills det slutligen delades av dessa båda stormakter mellan sig. Sjöfolkens invasioner på 1100-talet f.Kr., som drabbade hela den forna Orienten, medförde det definitiva slutet för hurritiskan. Även andra skriftspråk, som hettitiska och ugaritiska, dog ut. Från denna tid kan hurritiskan endast påvisas i person- och ortnamn som uppträder i akkadiska eller urarteiska texter. Det är därför inte känt om hurritiska levde vidare ännu en tid som talat språk. 

## Dialekter
Hurritiskan i Mitanniriket skiljer sig ganska tydligt från språket i texterna från Hattusa. Medan i och e samt u och o åtskiljs i Mitanni, har de antagligen sammanfallit till i respektive u i Hattusa-hurritiskan. Även i morfologin finns skillnader. Ändå kan det anses som säkert att det rör sig om dialekter av samma språk. Belägg för ett hurritisk-akkadiskt blandspråk har hittats i Nuzi, huvudstaden i Mitanni-provinsen Arrapha.

## Fonologi

### Konsonanter
|                        | bilabial | bilabial | labio- dental | labio- dental | alveolar | alveolar | palatal | palatal | velar | velar |
| ---------------------- | -------- | -------- | ------------- | ------------- | -------- | -------- | ------- | ------- | ----- | ----- |
| tonl.                  | ton.     | tonl.    | ton.          | tonl.         | ton.     | tonl.    | ton.    | tonl.   | ton.  |       |
| klusiler               | p        |          |               |               | t        |          |         |         | k     |       |
| affrikata              |          |          |               |               | (ts)     |          |         |         |       |       |
| frikativor             |          |          | f             |               | s        |          |         |         | x     |       |
| nasaler                |          | m        |               |               |          | n        |         |         |       |       |
| tremulanter            |          |          |               |               |          | r        |         |         |       |       |
| laterala approximanter |          |          |               |               |          | l        |         |         |       |       |
| centrala approximanter |          | (w)      |               |               |          |          |         | (j)     |       |       |

Som tabellen visar finns ingen betydelseskiljande distinktion mellan tonande och tonlösa konsonanter. Ingen tonande konsonant har en tonlös motsvarighet och omvänt. Ändå ger skrivningen i kilskriften ett intryck av att det fanns tonande varianter av de tonlösa konsonanterna (förutom /ts/) i bestämda omgivningar (mellan två tonande konsonanter eller vokaler). Ibland skrivs en tonande konsonant i dessa omgivningar, alltså b (för p), d (för t), g (för k), v (för f) samt ž (för š), i sällsynta fall även ǧ (för h/ḫ). Alla konsonanter utom /w/ och /j/ kan förekomma som korta eller långa. De långa konsonanterna uppträder dock endast mellan vokaler. I kilskriften liksom i den latinska transkriptionen uttrycks konsonantlängd genom dubbelskrivning av konsonanterna, alltså ...VC-CV... (där V står för vokaler och C för konsonanter). Korta konsonanter skrivs ...V-CV..., exempelvis skrivs mānnatta ("jag är") ma-a-an-na-at-ta. 
Eftersom /f/ inte förekommer i den sumeriska kilskriften, använde hurriterna istället stavelsetecken som innehöll /p/, /b/ respektive /w/ för att representera ljudet /f/. Ett tecken på att /f/ förekommer i ett ord är att dessa skrivningar varierar. I de fall där ett ord endast är belagt en gång med ett p kan man inte urskilja om det motsvarande ljudet faktiskt var ett /p/ eller ett /f/. I stavelseslut efter a blir /f/ till [u], till exempel i tānōšau (<*tān-ōš-af) "jag gjorde (det)". /s/ transkriberas traditionellt med š, då det š-haltiga tecknet används i kilskriften för att framställa detta fonem. /ts/ transkriberas i regel med z och /x/ med ḫ eller h. I hurritiska förekommer /l/ och /r/ inte initialt i ord.

### Vokaler
|              | främre | främre  | central | central | bakre  | bakre |
| orundad      | rundad | orundad | rundad  | orundad | rundad |       |
| sluten       | i      |         |         |         |        | u     |
| mellansluten | e      |         |         |         |        | o     |
| öppen        |        |         | a       |         |        |       |

Liksom konsonanterna kan alla vokaler uppträda som korta eller långa. I kilskriften används så kallad plene-skrivning för långa vokaler, det vill säga mellan de båda stavelsetecknen CV-VC infogas dessutom vokaltecknet. Korta vokaler skrivs alltså CV-VC och långa vokaler CV-V-VC. I transkriptionen kännetecknas långa vokaler med makron, alltså ā, ē, ī, ō och ū. För /o/, som inte finns i den sumeriska kilskriften, används tecknet U, medan /u/ betecknas med Ú.

### Betoning, tonsystem, intonation
Eftersom det inte finns några samtida uppteckningar om hurritiskans uttal, kan det varken sägas något om accenten eller satsintonantionen, eller om huruvida språket möjligen var ett tonspråk. De bevarade texternas skrivningar ger inte heller någon möjlighet att dra slutsatser om detta. Accenttecknen (´respektive `) som används i transkriptionen betecknar bara olika kilskriftstecken med samma ljudvärde.

## Grammatik

### Ordbildning
Till skillnad från exempelvis svenskan och tyskan kan hurritiskan inte bilda nya ord genom sammansättning av två eller flera stammar (till exempel "trädörr", "finhacka" och så vidare). I gengäld har hurritiskan många suffix som kan användas till att avleda nya ord från stammar. Exempel: attardi (förfäder, stamfäder) till attai (fader), futki (son) till fut (avla), aštoḫḫe (kvinnlig) till ašti (kvinna), šeniffuzzi (lämplig för min bror) till šeniffu (min bror). Även för verb finns det talrika sådana suffix, som ofta förändrar valensen.

### Kasus och numerus
Alla hurritiska substantiv slutar på vokal. Endast ett fåtal slutar på /a/ eller /e/. Alla övriga substantiv slutar på /i/. Denna vokal försvinner om bestämda ändelser tillkommer. Till dessa hör kasusändelserna, som börjar med vokal, men även artikelsuffixen. Exempel: kāz-ōš (som en bägare), jämför kāzi (bägare), awar-ra (åkrarna), jämför awari (åker). Hurritiska har ett relativt omfångsrikt kasussystem med 13 kasus. Ett av kasusen, ekvativ, har olika form i de båda huvuddialekterna. Den ändelse som är bruklig i Hattusa och Mari, -ōš, betecknas som ekvativ I, medan den form som förekommer i Mitanni-brevet, -nna, heter ekvativ II. Så kallat "e-kasus" uppträder endast sällan, mestadels i genitiv- eller allativbetydelse. 
Hurritiska tillhör liksom många språk i denna region ergativspråken. Det betyder att samma kasus används för subjekt i satser utan objekt som för det direkta objektet i satser där sådant finns. Detta kasus kallas absolutiv. För subjektet i satser med objekt används ett annat kasus (ergativ). Språket urskiljer två  numerus, singular och plural. Följande tabell ger en översikt över kasusändelserna i hurritiskan.
| Kasus                                          | Singular   | Plural                               |
| ---------------------------------------------- | ---------- | ------------------------------------ |
| Absolutiv                                      | -Ø         | -Ø, -lla                             |
| Ergativ                                        | -š         | -(a)šuš                              |
| Genitiv                                        | -fe, -we   | -(a)še                               |
| Dativ                                          | -fa, -wa   | -(a)ša                               |
| Lokativ (i, hos ...)                           | -a         | -(a)ša, -a                           |
| Allativ (till ...)                             | -ta        | -(a)šta                              |
| Ablativ (från ...)                             | -tan       | -(a)štan                             |
| Instrumentalis (medelst ...)                   | -ae        | inte belagd                          |
| Ablativ-instrumentalis (genom/på grund av ...) | -n(i), -ne | -(a)šani, -(a)šane                   |
| Komitativ (tillsammans med...)                 | -ra        | -(a)šura                             |
| Associativ (som ...)                           | -nn(i)     | inte belagd (ofta antas -(a)šunn(i)) |
| Ekvativ I (som ...)                            | -ōš        | inte belagd                          |
| Ekvativ II                                     | -nna       | -(a)šunna                            |
| "e-kasus"                                      | -ē         | inte belagd                          |

I vissa ljudmässiga omgivningar förändras dessa ändelser. f:et i genitiv och dativ sammansmälter med ett framförstående p eller t till pp respektive tt, till exempel Tēššup-pe (Tēššups), Ḫepat-te (Hepats). Associativ kan kombineras med instrumentalis: šēna-nn-ae (bror-associativ-instrumentalis) betyder "broderlig(t sinnad)".

### Artikel
| Kasus             | Singular | Plural |
| ----------------- | -------- | ------ |
| Absolutiv         | -Ø       | -na    |
| alla övriga kasus | -ne      | -na    |

Den bestämda artikeln sätts direkt på substantivet, redan före kasus/numerus-ändelsen, till exempel tiwē-na-še (sak/ord-artikel.plural-genitiv.plural) (sakernas/ordens). Då artikeln i absolutiv singular saknar ändelse, kan ett substantiv i denna form vara bestämt eller obestämt. kāzi är följaktligen antingen "en bägare" eller "bägaren". Artikelns /n/ sammansmälter med framförstående /n/, /l/ och /r/ till /nn/, /ll/ respektive /rr/, till exempel ēn-na (gudarna), ōl-la (de andra), awar-ra (åkrarna). Som nämnt bortfaller därvid stamutljudsvokalen, jämför utan ändelse: ēni (gud), ōli (annan), awari (åker). Om en ytterligare konsonant står före stammens /l, r, n/, infogas en vokal mellan dessa båda ljud, till exempel ḫafurun-ne-ta (himmel-artikel.singular-allativ) (till himlen), jämför utan ändelse ḫafurni (himmel).

### Suffixaufnahme
Ett mycket framträdande kännetecken för hurritiskan, liksom för urarteiskan och de närbelägna sydkaukasiska språken, är så kallad Suffixaufnahme. Det innebär att ord som är avhängiga av substantiv upptar substantivets kasussuffix. Som bindeled fungerar då artikeln, som i numerus överensstämmer med bestämningen. Ett exempel med ett adjektiv förtydligar detta: 
| (1) | ḫurwoḫḫeneš ōmīnneš                                      | ḫurwoḫḫeneš ōmīnneš | ḫurwoḫḫeneš ōmīnneš                    |
|     | ḫurw-oḫḫe-ne-š                                           |                     | ōmīn-ne-š                              |
|     | hurriter-adjektiverare-artikel.singular-ergativ.singular |                     | land-artikel.singular-ergativ.singular |
|     | "det hurritiska landet"                                  |                     |                                        |

Även med genitivattribut sker Suffixaufnahme. Substantivet som är avhängigt av genitiven står då oftast med ett possessivpronomen, som uppvisar person/numerus-kongruens med genitiven. Genitiven föregår bestämningen.
| (2) | šēniffufenefe ōmīnīfe                                       | šēniffufenefe ōmīnīfe | šēniffufenefe ōmīnīfe      |
|     | šēn-iffu-fe-ne-fe                                           |                       | ōmīni-i-fe                 |
|     | bror-min-genitiv.singular-artikel.singular-genitiv.singular |                       | land-sitt-genitiv.singular |
|     | "min brors lands" (ordagrant: min broders hans land)        |                       |                            |

Om det överordnade substantivet står i lokativ, instrumentalis eller ekvativ I sker inget Suffixaufnahme. I absolutiv singular kan man inte fastställa något Suffixaufnahme, då varken kasus eller artikel kännetecknas med ändelser. Om mer än två genitiv är inbegripna i varandra sker Suffixaufnahme endast vid den innersta genitiven, som följande exempel visar:
| (3) | ōmīni Mizrinefenefe efrīfe aštīnna      | ōmīni Mizrinefenefe efrīfe aštīnna | ōmīni Mizrinefenefe efrīfe aštīnna                      | ōmīni Mizrinefenefe efrīfe aštīnna | ōmīni Mizrinefenefe efrīfe aštīnna | ōmīni Mizrinefenefe efrīfe aštīnna | ōmīni Mizrinefenefe efrīfe aštīnna |
|     | ōmīni                                   |                                    | Mizri-ne-fe-ne-fe                                       |                                    | efri-i-fe                          |                                    | ašti-i=nna                         |
|     | Land                                    |                                    | Egypten-art.sing.-genitiv.sing.-art.sing.-genitiv.sing. |                                    | herr-sin/hennes-genitiv.sing.      |                                    | fru-sin/hans=han/hon/den/det       |
|     | "Hon är landet Egyptens härskares fru." |                                    |                                                         |                                    |                                    |                                    |                                    |

### Verb
Hurritiskans verbmorfologi är mycket komplex, men uteslutande suffix (i transkriptionen avskilda med "-") och klitika (i transkriptionen avskilda med "=") används. Klitika är i hurritiskan ord som visserligen har en egen ordklass (till exempel pronomen), men ändå fonologiskt fogas till andra ord. Transitiva och intransitiva verb skiljs tydligt från varandra i sin morfologi. Endast transitiva verb genomgår kongruens, det vill säga måste ha en ändelse som överensstämmer i person och numerus med satsens subjekt. Det direkta objektet och det intransitiva subjektet uttrycks, om de inte är företrädda i satsen genom ett substantiv, med klitiska personliga pronomen, se avsnittet "Pronomen". Direkt på verbstammen kan flera suffix framträda, som modifierar verbets betydelse. Däribland faller även valensförändrande morfem som -an(n) (kausativ), -ant (förmodligen applikativ) och -ukar (reciprok). Betydelserna av många av dessa suffix har hittills inte kunnat avgöras. 

#### Verbformer i indikativ
På dessa avledningssuffix följer markeringen av tempus. Presens saknar ändelse. Suffixet -ōš står för preteritum och suffixet -ēt markerar futurum. Efter suffixen för preteritum och futurum står i intransitiva, men inte i antipassiviska verbformer ett suffix -t, som tillkännager denna intransitivitet. I presens används inte detta suffix. Ett annat suffix -t kan användas med alla tempusformer i transitiva satser. Det tillkännager att subjektet står i 3:e person plural. I indikativformer måste det användas, medan det är valfritt i alla andra former. Genom dessa båda likaljudande suffix kan flertydiga former förekomma. Så kan unētta å ena sidan betyda "de kommer att medföra" men även "han/hon/den/det kommer att komma".
Efter dessa ändelser följer transitivitetsvokalen. Den lyder -a, om verbet är intransitivt, -i, om verbet står i antipassiv och -o (respektive -i i Mitanni-brevet) vid transitiva verb. Suffixet -o (respektive -i) bortfaller omedelbart efter avledningssuffix. I transitiva verbformer står -o (respektive -i) bara i presens, i de övriga tempusen uttrycks transitiviteten med närvaro eller frånvaro av suffixet -t (se ovan). 
Nästa position kan besättas med negationssuffixet. I transitiva satser används -wa för detta. Intransitiva och antipassiviska satser negeras med -kkV, där V står för den vokal som föregår negationssuffixet. Om denna är ett /a/, förändras båda vokalerna till o. Om det intransitiva negationssuffixet omedelbart följs av ett klitiskt personligt pronomen (utom =nna), lyder suffixets vokal /a/, oberoende av vokalen i den stavelse som står framför, till exempel mann-o-kka=til=ān (vara-intransitiv(!)-negation=1. plural absolutiv=och) "och vi är inte...". Följande tabell ger en sammanfattande jämförelse av tempus-, transitivitets- och negationsmarkeringarna: 
| Transitivitet                         |              | Presens                        | Preteritum                         | Futurum                            |
| ------------------------------------- | ------------ | ------------------------------ | ---------------------------------- | ---------------------------------- |
| intransitivt verb                     | inte negerat | -a                             | -ōšta                              | -ētta                              |
| intransitivt verb                     | negerat      | -okko                          | -ōštokko                           | -ēttokko                           |
| antipassiviskt verb                   | inte negerat | -i                             | -ōši                               | -ēti                               |
| antipassiviskt verb                   | negerat      | -ikki                          | -ōšikki                            | -ētikki                            |
| transitivt verb utan avledningssuffix | inte negerat | Mari/Hattusa -o Mitanni -i     | Mari/Hattusa -ōšo Mitanni -ōši     | Mari/Hattusa -ēto Mitanni -ēti     |
| transitivt verb utan avledningssuffix | negerat      | Mari/Hattusa -owa Mitanni -iwa | Mari/Hattusa -ōšowa Mitanni -ōšiwa | Mari/Hattusa -ētowa Mitanni -ētiwa |
| transitivt verb med avledningssuffix  | inte negerat | -Ø                             | Mari/Hattusa -ōšo Mitanni -ōši     | Mari/Hattusa -ēto Mitanni -ēti     |
| transitivt verb med avledningssuffix  | negerat      | -wa                            | Mari/Hattusa -ōšowa Mitanni -ōšiwa | Mari/Hattusa -ētowa Mitanni -ētiwa |

Därefter följer i transitiva verbformer markeringen av subjektet. Följande former uppträder då:
|                                            | 1:a person singular | 1:a person plural | 2:a person singular | 2:a person plural    | 3:e person sing./plur. |
| ------------------------------------------ | ------------------- | ----------------- | ------------------- | -------------------- | ---------------------- |
| med suffix -i "transitiv" (endast Mitanni) | -af, -au            | -auša             | -i-o                | -*aššo, -*aššu       | -i-a                   |
| med suffix -wa "negation"                  | -uffu               | -uffuš(a)         | -wa-o               | -uššu                | -wa-a                  |
| med annat morfem (utan sammansmältning)    | -...-af, -...-au    | -...-auša         | -...-o              | -...-aššo, -...-aššu | -...-a                 |

Suffixen i första person singular och plural samt andra person plural sammansmälter med de framförstående suffixen för transitivitet och negation (-i (bara i Mitanni) respektive -wa). Med suffixet -o för transitivitet, som användes i Mari och Hattusa, sker däremot ingen sammansmältning. Åtskillnaden mellan singular och plural i tredje person sker genom det redan beskrivna suffixet -t, som står direkt efter tempussuffixet. I tredje person kan jämte negationsprefixet -wa, som står framför subjektsmarkeringen, även ett suffix -ma efter denna markering användas för att uttrycka en negation, till exempel irnōḫoš-i-ā-ma (utjämna-transitiv-3. person-negation) "han utjämnar (det) inte". 
I gammalhurritiskan i området Hattusa var ändelsen för tredje person singular -m, i plural -ito. I intransitiva och antipassiviska verb fanns det vid denna tid även en subjektsmarkering. För tredje person löd den -p. Andra personer är inte belagda. Det är inte känt om detta suffix även används för det transitiva objektet. Om en verbform ska nominaliseras, till exempel för att bilda en relativsats, får formen ett ytterligare suffix: -šše. Nominaliserade verbformer kan underkastas Suffixaufnahme. Dessutom kan verbformen följas av enklitiska satspartiklar (se nedan).

#### Modala verbformer
För att uttrycka modala nyanser används speciella verbformer, som tydligt kan avgränsas från de indikativiska (ickemodala) formerna. Önskningar och befallningar bildas med ett särskilt optativ-böjningsschema. Det huvudsakliga kännetecknet är elementet -i, som följer direkt efter verbstammen. Det görs ingen skillnad mellan intransitiva och transitiva verb, utan kongruensen sker alltid med satsens subjekt. I önske- och befallningsformer åtskiljs inte heller tempusformer. Följande ändelser är belagda:
| Person/numerus      | Negation     | Ändelse                              | Översättning                  |
| ------------------- | ------------ | ------------------------------------ | ----------------------------- |
| 1:a person singular | inte negerat | -ile, efter /l,r/ -le respektive -re | "jag vill ..."                |
| 1:a person singular | negerat      | -ifalli                              | "jag vill inte ..."           |
| 1:a person plural   |              | inte belagt                          | inte belagt                   |
| 2:a person singular | inte negerat | -i, -e                               | "du skall ..." (imperativ)    |
| 2:a person singular | negerat      | -ifa, -efa                           | "du skall inte ..."           |
| 2:a person plural   | inte negerat | -i(š), -e(š)                         | "ni skall ..."                |
| 2:a person plural   | negerat      | -ifa(š), -efa(š)                     | "ni skall inte ..."           |
| 3:e person singular | inte negerat | -ien1                                | "han/hon/den/det må ..."      |
| 3:e person singular | negerat      | -ifaen1                              | "han/hon/den/det må inte ..." |
| 3:e person plural   | inte negerat | -iten1                               | "de må ..."                   |
| 3:e person plural   | negerat      | -itfaen1                             | "de må inte ..."              |

1 I Mari/Hattusa-dialekten bortfaller /n/:et i ändelsen i önskeformerna i 3:e person, om följande ord börjar med en konsonant.
Den så kallade finalisformen, som används för att bilda bisatser med "för att...", har olika ändelser. I singular uppträder suffixen -ae, -ai, -ilae och -ilai. Efter /l/ respektive /r/ blir de båda sista -lae, -lai respektive -rae, -rai. I plural används samma ändelser, men dessutom kan pluralsuffixet -ša tilläggas. Detta är dock inte alltid fallet. 
För att uttrycka en möjlighet använder man särskilda potentialisformer. Vid intransitiva verb lyder ändelsen -ilefa eller -olefa (efter /l,r/ -lefa respektive -refa) och verbet kongruerar inte med subjektet. Transitiva potentialisformer bildas med suffixet -illet respektive -ollet, åtföljt av den normala kongruensändelsen för de transitiva verbformerna i indikativ. Denna form är dock bara belagd i Mitanni och bara i tredje person singular. Potentialisformerna används dessutom för att uttrycka en önskan. 
Desiderativformerna används för att uttrycka en trängande önskan. De är hittills bara belagda i tredje person och bara i transitiva satser. Ändelsen för tredje person singular lyder -ilanni, den för tredje person plural -itanni. Hur dessa suffix låter sig analyseras är ännu inte klargjort. Ytterligare modala former för tredje person är kända från Hattusa, men ännu kan inga betydelser av dessa former isoleras. 

#### Exempel på finita verbformer
Följande tabell innehåller några verbformer analyserade i sina morfologiska beståndsdelar, huvudsakligen från Mitanni-brevet. 
| Exempel | Form                      | Grammatisk analys                                                          | Översättning                              |
| ------- | ------------------------- | -------------------------------------------------------------------------- | ----------------------------------------- |
| (4)     | koz-ōš-o                  | hålla tillbaka-preteritum-2.singular                                       | "du håller tillbaka"                      |
| (5)     | pal-i-a-mā-šše=mān        | veta-transitiv-3:e person-negation-nominalisering=dock                     | ".., vilket han dock inte vet"            |
| (6)     | pašš-ēt-i=t=ān šeniffuta  | skicka-futurum-antipassiv=1.singular.absolutiv=och till.min.bror           | "och jag kommer att skicka till min bror" |
| (7)     | tiwēna tān-ōš-au-šše-na-Ø | sakerna göra-preteritum-1.singular-nominalisering-artikel.plural-absolutiv | "sakerna, som jag har gjort"              |
| (8)     | ūr-i-uffu=nna=ān          | önska-transitiv-negation+1.singular=3.singular.absolutiv=och               | "och jag önskar det inte"                 |
| (9)     | itt-ōš-t-a                | gå-preteritum-intransitiv-intransitiv                                      | "jag gick, du gick, ..."                  |
| (10)    | kul-le                    | säga-optativ.1.singular                                                    | "jag vill säga"                           |
| (11)    | pašš-ien                  | skicka-optativ.3.singular                                                  | "han/hon må skicka"                       |
| (12)    | pal-lae=n                 | veta-finalis=3.singular.absolutiv                                          | "för att han vet det"                     |
| (13)    | kepānol-lefa=tta=ān       | skicka-potentialis=1.singular.absolutiv=och                                | "och jag kan/skulle vilja skicka"         |

#### Infinita verbformer
Hurritiskan har flera participformer och ett infinitiv. Det substantiverade presensparticipet bildas med ändelserna -iri eller -ire, till exempel pairi "den byggande", ḫapiri "den som rör sig", "nomad". Ett substantiverat perfekt particip har hittills bara belagts i Nuzi: hušaure "den bundne". En särskild participform finns bevarad enbart från Hattusa. Den kan endast bildas av transitiva verb och anger ett agens i första person. Ändelsen lyder -ilia. Detta particip undergår Suffixaufnahme:
| (14) | pailianeš šuḫnineš                                               | pailianeš šuḫnineš | pailianeš šuḫnineš                     |
|      | pa-ilia-ne-š                                                     |                    | šuḫni-ne-š                             |
|      | bygga-jag.particip-artikel.singular-ergativ.singular             |                    | vägg-artikel.singular-ergativ.singular |
|      | "den av mig byggda väggen" (här som subjekt i en transitiv sats) |                    |                                        |

Infinitiven, som också kan användas substantiverad, bildas med suffixet -umme, till exempel faḫrumme "att vara god", "det att vara god".

### Pronomen

#### Personliga pronomen
Hurritiskan använder såväl obundna som klitiska (bundna) personliga pronomen. De obundna pronomenen kan användas i alla kasus, medan de klitiska endast används i absolutiv. Vilket ord i satsen som det klitiska pronomenet fogas till har ingen inverkan på satsens betydelse. Ofta står det dock vid det första satsledet eller vid verbet. Följande tabell återger belagda former av personliga pronomen. De kasus som inte anges är inte belagda. 
| Kasus               | 1. singular (jag) | 2. singular (du) | 3. singular (han/hon/den/det) | 1. plural (vi)       | 2. plural (ni) | 3. plural (de)   |
| ------------------- | ----------------- | ---------------- | ----------------------------- | -------------------- | -------------- | ---------------- |
| absolutiv (obunden) | ište              | fe               | mane, manni                   | šattil, šattitil(la) | fella          | manella          |
| absolutiv (enklit.) | -t(ta)            | -m(ma)           | -n(na), -me, -ma              | -til(la)             | -f(fa)         | -l(la), -lle     |
| ergativ             | išaš              | feš              | manuš                         | šieš                 | fešuš          | manšoš           |
| genitiv             | šofe              | fefe             |                               |                      | feše           |                  |
| dativ               | šofa              | fefa             |                               | šaša (?)             | feša           | manša            |
| lokativ             |                   |                  |                               |                      | feša (?)       |                  |
| allativ             | šuta              |                  |                               | šašuta (?)           |                |                  |
| ablativ             |                   |                  | manutan                       |                      |                |                  |
| komitativ           | šura              |                  | manura                        |                      |                | manšura, manšora |
| ekvativ II          | šonna             |                  | manunna                       |                      |                |                  |

Varianterna -me, -ma och -lle av det klitiska pronomenet i tredje person förekommer bara efter bestämda konjunktioner (ai (om), inna (om), inu, unu (hur), panu (fastän) samt efter relativpronomenet iya respektive iye. Om ett enklitiskt personligt pronomen förbinds med ett substantiv sker omfattande sammansmältningar. Det klitiska -nna i tredje person singular skiljer sig då mycket från de övriga pronomenen. Med ett framförstående ergativsuffix sammansmälter det i motsats till de övriga pronomenen med detta till -šša, men om de övriga pronomenen tillförs bortfaller /š/:et i ergativen. Dessutom förändras vokalerna /i/ och /e/ finalt i ord till /a/ om ett klitiskt personligt pronomen förutom -nna tillkommer.

#### Possessiva pronomen
De hurritiska possessiva pronomenen kan inte förekomma obundna, utan endast klitiskt. De fogas till substantiv eller substantiverade former för att visa ett ägandeförhållande. Pronomenets form beror på det följande morfemet. Följande tabell framställer de förekommande formerna:
| Kasus                     | 1. singular (min) | 2. singular (din) | 3. singular (hans/hennes/dess) | 1. plural (vår) | 2. plural (er) | 3. plural (deras) |
| ------------------------- | ----------------- | ----------------- | ------------------------------ | --------------- | -------------- | ----------------- |
| i ordslut                 | -iffe             | -f                | -i                             | -iffaš          | -šše           | -yaš              |
| före konsonant (utom f/w) | -iffu             | -fu               | -i                             | -iffaš          | -šu            | -yaš              |
| före f/w, vokal           | -iff              | -f                | -i                             | -iffaš          | n. bel.        | -yaš              |

Slutvokalen i substantivstammen bortfaller när ett possessivt pronomen med initial vokal tillkommer, till exempel
šeniffe (min bror, av šena "bror"). Vokalen behålls om ett possessivt pronomen med inledande konsonant tillförs, till exempel attaif (din far, till attai "far").

#### Andra pronomen
Hurritiskan har flera demonstrativa pronomen: anni (den här), anti/ani (den där), akki...aki (den ena...den andra). Slutvokalen /i/ i dessa pronomen uppträder endast i absolutiv och förändras i andra kasus till /u/, till exempel akkuš (den ena) (ergativ), antufa (den där) (dativ). Som relativa pronomen används iya respektive iye. De båda formerna är fritt utbytbara. Pronomenet har i relativsatsen alltid funktionen av absolutiv, och är alltså objekt i transitiva satser eller subjekt i intransitiva satser. Det interrogativa pronomenet (vem/vad) är bara belagt i ergativ singular (afeš) samt en gång i absolutiv singular (au).

### Adpositioner
I hurritiskan finns talrika fasta vändningar för att uttrycka olika lokala och abstrakta relationer. De bildas mestadels med dativ eller genitiv. Nästan uteslutande postpositioner, alltså efterställda adpositioner, är kända. Endast en preposition (framförställd adposition) är belagd i texter från Hattusa, nämligen āpi (framför, med dativ). Alla adpositioner kan återföras på substantiv, mestadels i allativ, sällsynt i dativ eller e-kasus. Av denna anledning sker Suffixaufnahme med postpositionens kasus, om det nomen (N), som adpositionen används med, står i genitiv.  
Några exempel: N-fa āyita eller N-fenē āyē (i närvaro av, av āyi "ansikte"), N-fa etīta eller N-fa etīfa (för, på grund av, av eti "kropp, person"), N-fenē etiyē (beträffande), N-fa furīta (framför ögonen på, av furi "syn, blick"), samt endast i Hattusa N-fa āpita (framför, av āpi "framdel"). Dessutom används ištani "mellanrum" med ett plural-possessivpronomen och lokativ, för att uttrycka "mellan oss/er/dem", till exempel ištaniffaša (mellan oss, bland oss).

### Konjunktioner och adverb
Endast ett fåtal satsinledande partiklar är belagda. I motsats till substantiv som slutar på /i/, förändras inte det finala i:et i konjunktionerna ai (när) och anammi (så, på detta sätt) när klitiska personliga pronomen läggs till. Ytterligare konjunktioner är alaše (om), inna (när), inu (som) och panu (fastän). Hurritiskan har endast mycket få adverb. ḫenni (nu), kuru (åter) och unto (nu) är tidsadverb. Dessutom är atī (sålunda, så) och tiššan (mycket) belagda.

### Klitiska satspartiklar
De klitiska satspartiklarna fogas till vilket ord som helst i satsen, oftast dock till satsens första fras eller till verbet. Ofta uppträder =ān (och), =mān (men), =mmaman (nämligen(?)) och =nīn (sannerligen).
| (15) | atīnīn mānnattamān         | atīnīn mānnattamān | atīnīn mānnattamān                        |
|      | atī=nīn                    |                    | mānn-a=tta=mān                            |
|      | så=sannerligen             |                    | vara-intransitiv=1.singular.absolutiv=men |
|      | "Men så är jag verkligen." |                    |                                           |

### Räkneord
Jämte det obestämda räkneordet šūi (varje) finns också grundtalen från 1 till 10 samt enstaka högre belagda. Ordningstal bildas med ett suffix -(š)še respektive -ši, som efter /n/ blir -ze respektive -zi. Följande tabell ger en översikt över de belagda grund- och ordningstalen:
|               | 1           | 2     | 3     | 4        | 5       | 6           | 7        | 8           | 9           | 10     | 13 eller 30 | 17 eller 70 | 18 eller 80 | 10000       | 30000       |
| ------------- | ----------- | ----- | ----- | -------- | ------- | ----------- | -------- | ----------- | ----------- | ------ | ----------- | ----------- | ----------- | ----------- | ----------- |
| Grund- tal    | šukko, šuki | šini  | kike  | tumni    | nariya  | šeše        | šinti    | kiri, kira  | tamri       | ēmani  | kikmani     | šintimani   | kirmani     | nupi        | kike nupi   |
| Ordnings- tal | inte belagt | šinzi | kiški | tumnušše | narišše | inte belagt | šintišše | inte belagt | inte belagt | ēmanze | inte belagt | inte belagt | kirmanze    | inte belagt | inte belagt |

Distributivtal har suffixet -ate, till exempel kikate (två i sänder), tumnate (fyra i sänder). Suffixet -āmḫa bildar multiplikativtal, till exempel šināmḫa (tvåfalt, dubbelt), ēmanāmḫa (tiofalt). Alla grundtal slutar på en vokal, som bortfaller vid tillförande av en av ändelserna. 

### Syntax
Den normala grundordföljden är subjekt-objekt-predikat. Även inom nominalfrasen står nomen i regel i slutet. Adjektiv, räkneord och genitivattribut föregår det substantiv som de närmare bestämmer. I relativsatser står däremot substantivet som relativsatsen närmare bestämmer inom relativsatsen. Hurritiskan har flera olika möjligheter att bilda relativsatser. Antingen använder man relativpronomenet iya respektive iye, som har beskrivits ovan i avsnittet Pronomen, eller nominaliseringssuffixet -šše till verbet, som undergår Suffixaufnahme och också har förklarats ovan. Den tredje möjligheten är att använda båda markeringar samtidigt (se exempel (16)). I alla fallen kan substantivet som relativsatsen närmare bestämmer endast utöva absolutivens funktioner inom relativsatsen, det vill säga det kan bara vara direkt objekt eller subjektet i en intransitiv sats.
| (16) | iyallānīn šēniffuš tiwēna tānōšāššena       | iyallānīn šēniffuš tiwēna tānōšāššena | iyallānīn šēniffuš tiwēna tānōšāššena | iyallānīn šēniffuš tiwēna tānōšāššena | iyallānīn šēniffuš tiwēna tānōšāššena | iyallānīn šēniffuš tiwēna tānōšāššena | iyallānīn šēniffuš tiwēna tānōšāššena                                        |
|      | iya=llā=nīn                                 |                                       | šēn-iffu-š                            |                                       | tiwē-na-Ø                             |                                       | tān-ōš-ā-šše-na-Ø                                                            |
|      | relativpron.=3.plural.absolutiv=sannerligen |                                       | bror-min-ergativ.singular             |                                       | sak-artikel.plural-absolutiv          |                                       | skicka-preteritum-3.singular.subjekt-nominaliserare-artikel.plural-absolutiv |
|      | "det, som min bror ska skicka"              |                                       |                                       |                                       |                                       |                                       |                                                                              |

Som redan beskrivits i avsnittet om kasus, fordrar transitiva verb en handlingsdeltagare i ergativ (subjekt) och en i absolutiv (objekt). Det indirekta objektet till verb med två objekt står i dativ, lokativ, allativ eller vid vissa verb också i absolutiv:
| (17) | olaffa katulle                          | olaffa katulle | olaffa katulle          |
|      | ola-Ø=ffa                               |                | katul-le                |
|      | annan-absolutiv=2.plural.absolutiv      |                | säga-optativ.1.singular |
|      | "Jag vill säga erabs. något annatabs..“ |                |                         |

## Ordförråd
Det kända hurritiska ordförrådet är mycket homogent, det vill säga innehåller endast få lånord (till exempel tuppi (lertalva), Mizri (Egypten), båda från akkadiskan).  Relativpronomenet iya respektive iye är möjligen ett lånord från det indoariska språk som talades av det folk som också levde i Mitanniriket, jämför sanskrit ya. Från hurritiskan lånades talrika ord in i de angränsande akkadiska dialekterna, som till exempel ḫāpiru (nomad) från hurritiska ḫāpiri (nomad). Att det även har efterlämnat lånord i kaukasiska språk är sannolikt, men inte bevisbart, då det inte finns några uppteckningar av kaukasiska språk från hurritiskans tid. Av denna anledning kan ursprunget till ord som liknar varandra inte avgöras. 

## Skrift och dechiffrering
De flesta hurritiska texterna skrevs med sumerisk kilskrift, som nådde det hurritiska området via akkadiskan. De skrifter som hittats i Ugarit uppvisar dock mestadels den ugaritiska alfabetsskriften. Endast en av de hittills utgrävda texterna är skriven med luviska hieroglyfer. Det hurritiska språket kunde uttydas tack vare de talrika tvåspråkiga hurritisk-hettitiska inskrifter som har upphittats i Hattusa-området. Mitanni-brevet bearbetades för första gången 1932 av Johannes Friedrich i sin bok Kleinasiatische Sprachdenkmäler. Ephraim Avigdor Speiser skrev 1941 den första grammatiken över hurritiskan (se litteraturlista).

## Textexempel
Untomān iyallēnīn tiwēna šūallamān šēniffuš katōšāššena ūriāššena, antillān ēmanāmḫa tānōšau. (från Mitanni-brevet, kolumn IV, raderna 30-32)
| Ord i morfemuppdelning | Grammatisk analys                                                                              |
| ---------------------- | ---------------------------------------------------------------------------------------------- |
| unto=mān               | nu = dock                                                                                      |
| iya=llē=nīn            | relativpronomen = 3.plural.absolutiv = sannerligen                                             |
| tiwē-na-Ø              | sak - artikel.plural - absolutiv                                                               |
| šū-a=lla=mān           | varje - lokativ = 3.plural.absolutiv = men                                                     |
| šēn-iffu-š             | bror - min - ergativ.singular                                                                  |
| kat-ōš-ā-šše-na-Ø      | säga - preteritum.transitiv - 3.singular.subjekt - nominaliserare - artikel.plural - absolutiv |
| ūr-i-ā-šše-na-Ø        | önska - transitiv - 3.singular.subjekt - nominaliserare - artikel.plural - absolutiv           |
| anti=lla=an            | jene = 3.plural.absolutiv = och                                                                |
| ēman-āmḫa              | tio - multiplikativtal                                                                         |
| tān-ōš-au              | göra - preteritum.transitiv - 1.singular.subjekt                                               |

Översättning: "De saker, som min bror faktiskt i det hela sade och önskade, dessa gjorde jag nu dock tiofaldigt."